# Budești (okręg Neamț)
Budești – wieś w Rumunii, w okręgu Neamț, w gminie Făurei. W 2011 roku liczyła 1017 mieszkańców.